# Farnhill
Farnhill – wieś w Anglii, w hrabstwie North Yorkshire, w dystrykcie (unitary authority) North Yorkshire. Leży 61 km na zachód od miasta York i 296 km na północny zachód od Londynu.